# Ryosuke Kojima
Ryosuke Kojima (小島 亨介, Kojima Ryosuke, Toyota, 30 januari 1997) is een Japans voetballer die als doelman speelt bij Oita Trinita.

## Clubcarrière
In 2015 ging Kojima naar de Waseda-universiteit, waar hij in het schoolteam voetbalde. Nadat hij in 2019 afstudeerde, ging Kojima spelen voor Oita Trinita.

## Interlandcarrière
Kojima speelde met het nationale elftal voor spelers onder de 20 jaar op het WK –20 van 2017 in Zuid-Korea.